# Germain Ribot
Pour les articles homonymes, voir Ribot.
Germain Ribot, né Clément Théodule Ribot le 31 mai 1845 à Paris et mort le 17 avril 1893 à Argenteuil,, est un peintre français. Il est le fils de Théodule Ribot.

## Œuvres dans les collections publiques
- Cleveland Nature morte avec oiseaux morts et un panier d'huîtres

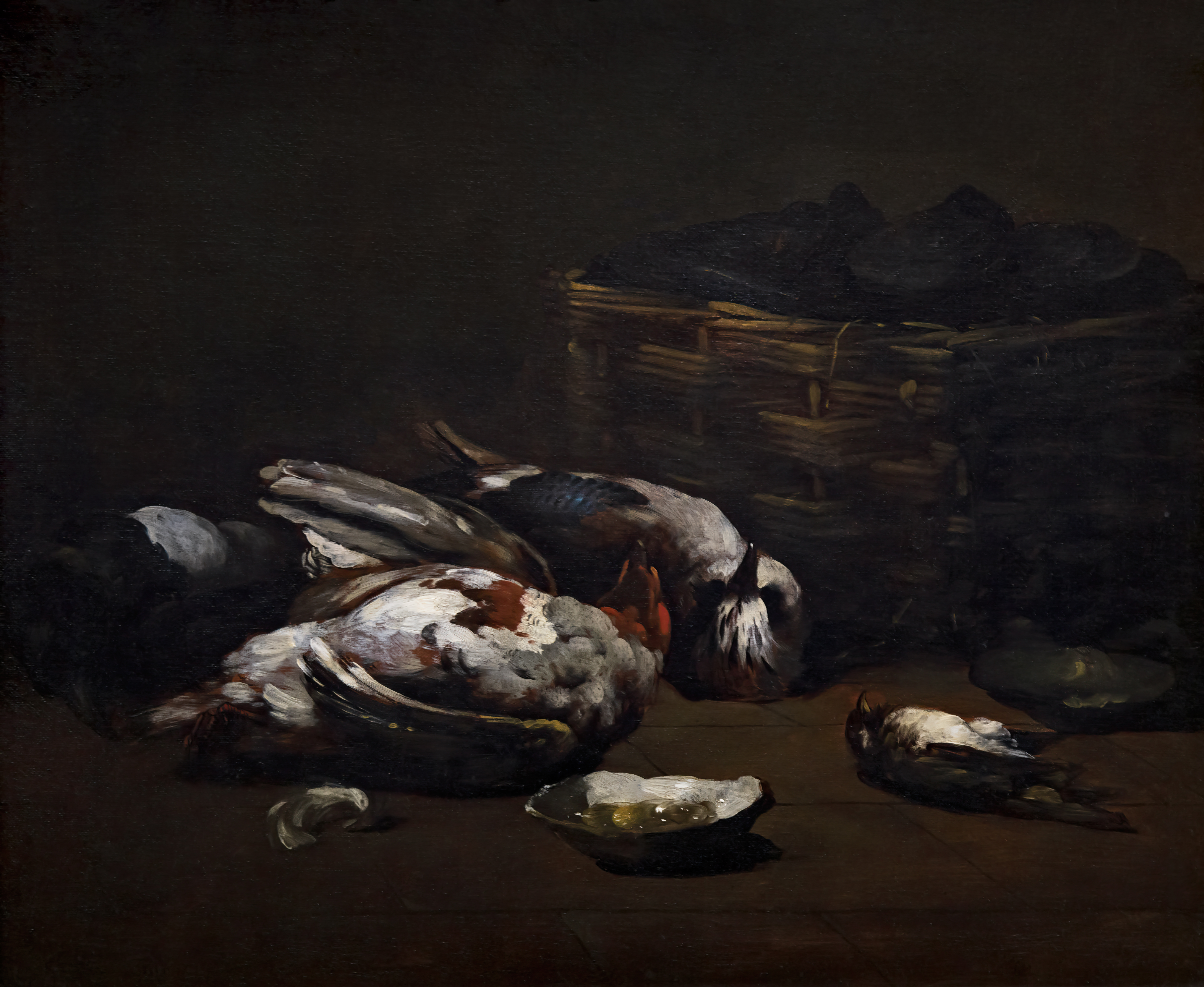
Nature morte avec oiseaux morts et un panier d'huîtres.